# St. Peter (Kettwig)

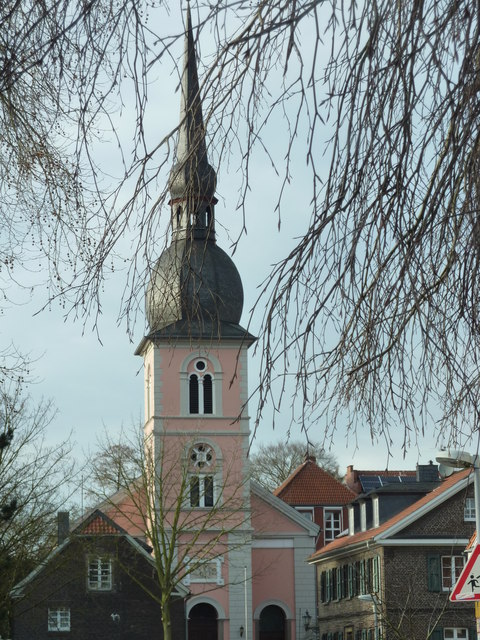
Pfarrkirche St. Peter

Die katholische Pfarrkirche St. Peter ist ein denkmalgeschütztes Kirchengebäude in Kettwig, einem Stadtteil von Essen.

## Geschichte und Architektur
Die Kirche ist das erste Gotteshaus der Kettwiger Katholiken nach der Reformation. Vorher wurden die Gläubigen von der Abteikirche in Werden betreut. Der markante Kirchturm am Rande der Kettwiger Altstadt ist zusammen mit dem mittelalterlichen Turm der evangelischen Kirche am Markt ortsbildprägend. Die Kirche gehört zur Pfarrgemeinde St. Peter und Laurentius und damit zum nördlichsten Teil der Erzdiözese Köln.
Das Gebäude steht abseits des Ortskerns der ehemals hauptsächlich aus Fabrikarbeitern der Textilindustrie bestehenden Gemeinde. Der klassizistische Saalbau mit flacher Decke und Satteldach wurde von 1829 bis 1830 nach Plänen von Otto von Gloeden, die von Adolph von Vagedes revidiert und von Karl Friedrich Schinkel leicht korrigiert wurden, errichtet. In den rechteckigen Grundriss wurde der Rechteckchor mit einbezogen. Über den Chornebenräumen stehen Emporen. Der vortretende quadratische Westturm wurde 1886 mit einer neubarocken Kuppelhaube und einer Laterne fertiggestellt. Ursprünglich war das über einem Bruchsteinsockel stehende Gebäude backsteinsichtig, es wurde im späten 19. Jahrhundert verputzt. Die Rundbogenfenster sind mit gusseisernem Maßwerk verziert.

## Ausstattung
Der barocke Hochaltar aus der Zeit um 1700 stammt aus dem Katharinenkloster in Düsseldorf-Gerresheim. Das Altarblatt mit der Darstellung des Schmerzensmannes wurde um 1600 gemalt und während der Renovierung von 1975 bis 1979 eingesetzt. Die barocken Seitenaltäre vom Anfang des 18. Jahrhunderts wurden dem Hochaltar von 1975 bis 1979 farblich angeglichen.
Die Kanzel, die Beichtstühle und das Gestühl in schlichten klassizistischen Formen wurden in der Bauzeit der Kirche angefertigt. Für die Orgel von 1982 fand eine Orgel von 1754 aus Alt St. Martin in Düsseldorf-Bilk als Rückpositiv Verwendung. Das Gehäuse wurde in Angleichung an die Altäre neu gefasst.